# 베이징 지하철 1호선
베이징 지하철 1호선(중국어: 北京地铁1号线)은 중화인민공화국 베이징시를 동서로 운행하는 도시 철도이다. 베이징 지하철 중 가장 먼저 세워진 지하철 노선이다.

## 개요
1호선(통칭 중국어 간체자: 一线, 병음: yī xiàn 이셴/일선[*])은 베이징 시가지를 동서로 관철하는 노선이다. 지상에 병행하고 있는 대로는 장안제(중국어 간체자: 长安街, 정체자: 長安街)로 불리는 북경 제일의 주요 거리로 서부(구청~난리스루)에는 시내 버스 337번 계열이, 동부(궁주펀~스후이, 이중 푸싱먼 ~ 스우히둥 구간은 푸바선(复八线)으로 부르고 있다.)에는 시내 버스 1, 4번 등의 계통이 병행해 운행하고 있다. 평일에도 혼잡하여, 톈안먼시 역, 톈안먼둥 역이나 왕푸징 역 등 시 중심부의 다른 노선과 환승이 되지 않는 역에서는 교통체증이 빈번히 발생하고 있다.
1호선 동쪽으로는 베이징 지하철 바퉁 선과 연결된다. 노선색은 같은 색을 쓰지만 차량 신호체계 등 문제로 직결 운행을 하지 않고 별도의 노선으로 운행된다. 바퉁선은 베이징에서 출퇴근 시간대에 가장 혼잡한 노선으로, 특히 1호선과 환승되는 쓰후이 역, 쓰후이둥 역의 혼잡도가 심하여, 이 때문에 1호선과 바퉁선의 직결운행이 논의되고 있지만, 실현되지 못하고 있다.
한편 헤이스터우 역(54호역), 가오징 역(53호역), 푸서우링 역(52호역)은 역이 중국인민해방군 베이징 군구에 있어서 일반에 개방되지 않고, 지하철 관계자 전용 열차가 하루에 여러 번 왕복 한다. 복선 전철화되어 있는 다른 1호선 노선과 달리 헤이스터우-가오징 구간은 비전철 단선이다. 헤이스터우 역 이후로 군 전용 선로를 계속 따라나가면 중국철도총공사에서 운영하는 싼자뎬 역(三家店站)에 이른다.

## 노선 정보
- 영업 거리 : 30.4km
- 궤간 : 1,435 mm(표준궤)
- 역수 : 26개 역 (비공개역 제외시 23개 역)
- 복선 구간 : 전 노선
- 전기 구간 : 가오징~스후이둥 (직류 750V, 제3궤조 방식)
- 지상 구간 : 스후이~스후이둥
- 주행방향 : 우측통행

## 역 목록
| 역 번호 | 역명              | 중국어 역명 | 접속 노선                                                    | 역간 거리 | 영업 거리 | 소재지   | 소재지    |
| ------- | ----------------- | ----------- | ------------------------------------------------------------ | --------- | --------- | -------- | --------- |
| -       | 헤이스터우 (54호) | 黑石头      | 펑사 철로(丰沙铁路)                                          | -         | -         | 베이징시 | 스징산 구 |
| 101     | 가오징 (53호)     | 高井        |                                                              | -         | -         | 베이징시 | 스징산 구 |
| 102     | 푸서우링 (52호)   | 福寿岭      |                                                              | -         | -         | 베이징시 | 스징산 구 |
| 103     | 핑궈위안          | 苹果园      | ■ 베이징 지하철 6호선 (공사중) ■ 베이징 지하철 S1선 (공사중) | 0.0       | 0.0       | 베이징시 | 스징산 구 |
| 104     | 구청루            | 古城路      |                                                              | 3.7       | 3.7       | 베이징시 | 스징산 구 |
| 105     | 바자오 놀이공원   | 八角游乐园  |                                                              | 2.0       | 5.7       | 베이징시 | 스징산 구 |
| 106     | 바바오산          | 八宝山      |                                                              | 1.9       | 7.6       | 베이징시 | 스징산 구 |
| 107     | 위취안루          | 玉泉路      |                                                              | 1.5       | 9.1       | 베이징시 | 하이뎬 구 |
| 108     | 우커숭            | 五棵松      |                                                              | 1.8       | 10.9      | 베이징시 | 하이뎬 구 |
| 109     | 완서우루          | 万寿路      |                                                              | 1.8       | 12.7      | 베이징시 | 하이뎬 구 |
| 110     | 궁주펀            | 公主坟      | ■ 베이징 지하철 10호선                                       | 1.3       | 14.0      | 베이징시 | 하이뎬 구 |
| 111     | 군사박물관        | 军事博物馆  | ■ 베이징 지하철 9호선                                        | 1.2       | 15.2      | 베이징시 | 하이뎬 구 |
| 112     | 무시디            | 木樨地      |                                                              | 1.1       | 16.3      | 베이징시 | 하이뎬 구 |
| 113     | 난리스루          | 南礼士路    |                                                              | 1.4       | 17.6      | 베이징시 | 시청 구   |
| 114     | 푸싱먼            | 复兴门      | ■ 베이징 지하철 2호선                                        | 0.4       | 18.0      | 베이징시 | 시청 구   |
| 115     | 시단              | 西单        | ■ 베이징 지하철 4호선                                        | 1.6       | 19.6      | 베이징시 | 시청 구   |
| 116     | 톈안먼 서         | 天安门西    |                                                              | 1.3       | 20.9      | 베이징시 | 시청 구   |
| 117     | 톈안먼 동         | 天安门东    |                                                              | 0.9       | 21.8      | 베이징시 | 둥청 구   |
| 118     | 왕푸징            | 王府井      | ■ 베이징 지하철 8호선 (공사중)                               | 0.8       | 22.6      | 베이징시 | 둥청 구   |
| 119     | 둥단              | 东单        | ■ 베이징 지하철 5호선                                        | 0.8       | 23.4      | 베이징시 | 둥청 구   |
| 120     | 젠궈먼            | 建国门      | ■ 베이징 지하철 2호선                                        | 0.8       | 24.6      | 베이징시 | 둥청 구   |
| 121     | 융안리            | 永安里      |                                                              | 1.4       | 26.0      | 베이징시 | 차오양 구 |
| 122     | 궈마오            | 国贸        | ■ 베이징 지하철 10호선                                       | 0.8       | 26.8      | 베이징시 | 차오양 구 |
| 123     | 다왕루            | 大望路      | ■ 베이징 지하철 14호선 (공사중)                              | 1.4       | 28.2      | 베이징시 | 차오양 구 |
| 124     | 쓰후이            | 四惠        | ■ 베이징 지하철 바퉁 선                                      | 1.5       | 29.9      | 베이징시 | 차오양 구 |
| 125     | 쓰후이 동         | 四惠东      | ■ 베이징 지하철 바퉁 선                                      | 1.7       | 31.6      | 베이징시 | 차오양 구 |

## 연혁
- 1965년 7월 1일 - 1호선 착공.
- 1971년 1월 15일 - 궁주펀 역 ~ 난리스루 역 ~ 창춘제 역 ~ 베이징 역 간 개통.[1][2]
- 1973년 4월 23일 - 1호선 서단 - 핑궈위안 역 ~ 궁주펀 역 개통.
- 1977년 - 일반 민간인에 공개.
- 1980년 - 외국인 이용 허용.
- 1987년 12월 28일 - 난리스루 역 ~ 푸싱먼 역 개통으로 2호선과 환승 연결.
- 1992년 12월 12일 - 1호선 동단 푸바선(复八线) - 푸싱먼 역 ~ 시단 역 개통.
- 1999년 9월 28일 - 1호선 동단 푸바선 - 톈안먼시 역 ~ 스후이둥 역 개통.
- 2000년 6월 28일 - 시단 역 ~ 톈안먼시 역 개통으로, 동단의 두 구간 직결.
- 2021년 8월 29일 - 베이징 지하철 바퉁선과 직결 운행 실시.

## 차량

### 현행 차량
- DKZ4형 (1999년 9월 28일~)
- SFM04형 (2007년~)

### 과거 차량
- DK2형 (1971년 1월 15일~1985년)
- DK3형 (1971년 1월 15일~1992년)
- DK3G형 (1988년~2002년)
- DK8형 (1987년~1995년)
- DK11형 (1984년~2008년 6월 5일)
- DK16형 (1987년~1995년)
- DK16A형 (1988년~1995년)
- DK20형 (1994년~2012년 4월 12일)
- BD1형 (1989년~1994년)
- BD2형 (1994년~2012년 4월 12일)
- BD3형

## 같이 보기
- 베이징 지하철
- 베이징시
- 베이징 지하철 바퉁선